# Moros y cristianos

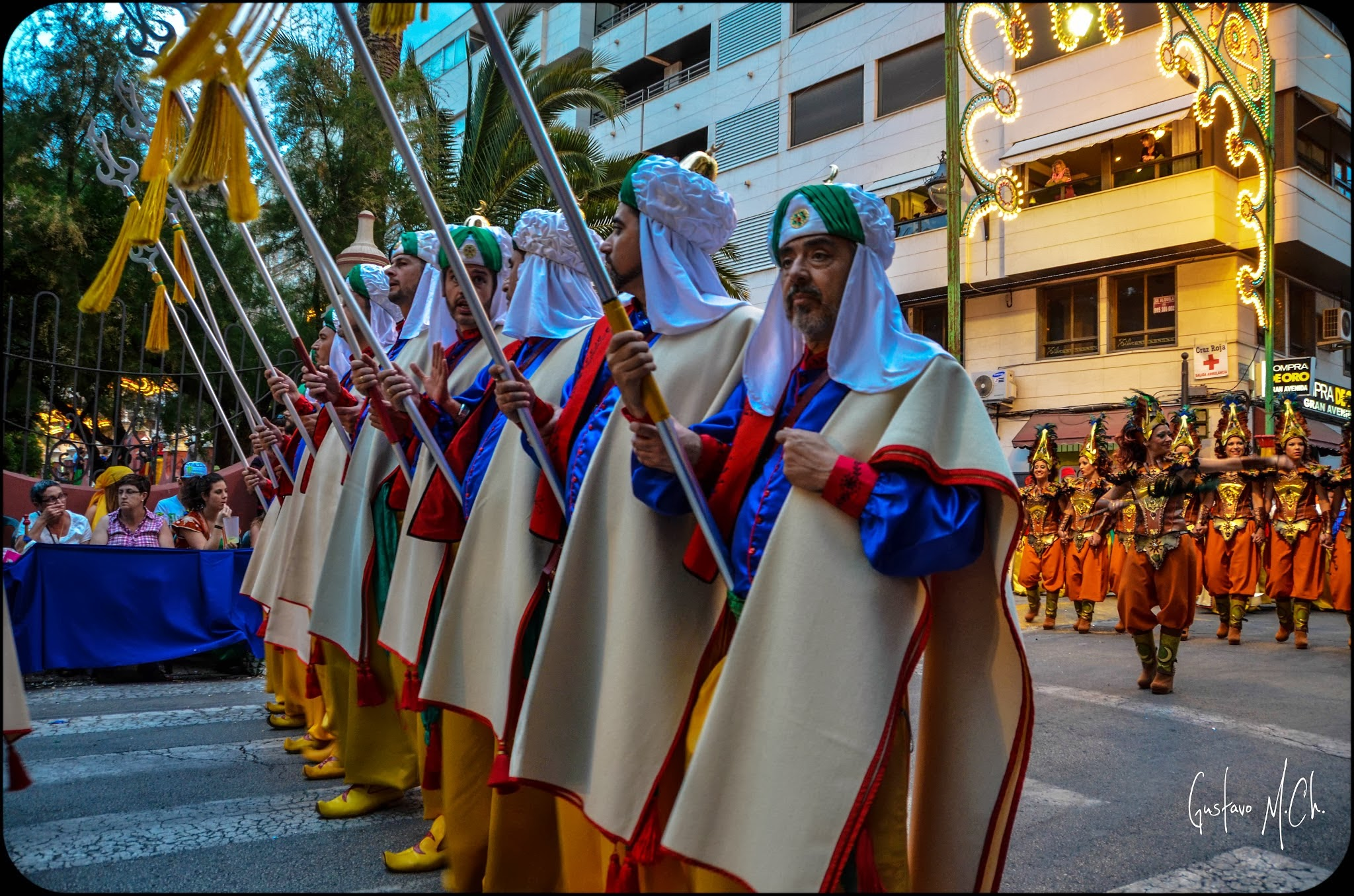
Moros y Cristianos festival in Elda.

Moros y Cristianos (in het Spaans) of Moros i Cristians (in het Catalaans), letterlijk Moren en Christenen, is een festival dat plaatsvindt in Spanje, om de reconquista tussen de 8e en 15e eeuw te vieren.
Een versie van dit festival bestaat in de Filipijnen als de naam moro-moro.
In Portugees-sprekende landen vindt dit festival op een vergelijkbare manier plaats, onder de naam Cavalhadas.